# Заячицы

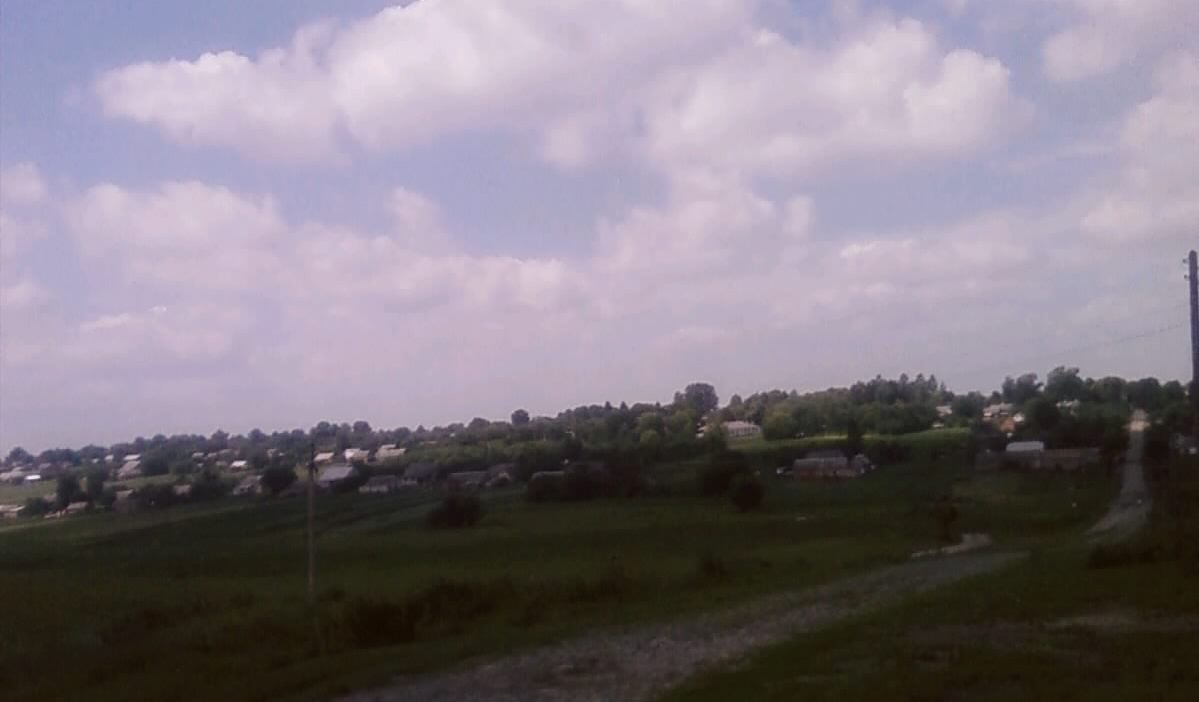
Село Заячицы

Заячицы (укр. Заячиці) — село в Локачинской поселковой общине Владимирского района Волынской области Украины.
До 2020 года входило в Локачинский район.
Код КОАТУУ — 0722482601. Население по переписи 2001 года составляет 459 человек. Почтовый индекс — 45532. Телефонный код — 3374. Занимает площадь 130 км².